# Museu Nacional d'Antropologia de Mèxic
El Museu Nacional d'Antropologia (en espanyol: Museo Nacional de Antropología, MNA) és el museu més gran i visitat de Mèxic. Situat a la zona compresa entre el passeig de la Reforma i el carrer Mahatma Gandhi, dins del parc Chapultepec, a la ciutat de Mèxic, el museu conté importants objectes arqueològics i antropològics del patrimoni precolombí de Mèxic, com la Pedra del Sol (també coneguda com el calendari asteca de pedra) i l'estàtua asteca de Xochipilli. En 2019 va arribar al màxim històric de tres milions de visitants.
El museu (juntament amb molts altres museus nacionals i regionals mexicans) és gestionat per l'Institut Nacional d'Antropologia i Història (INAH). Va ser un dels diversos museus oberts pel president mexicà Adolfo López Mateos el 1964.
Les valoracions del museu varien, però hi ha qui el considera "un tresor nacional i un símbol d'identitat. El museu és la síntesi d'una gesta ideològica, científica i política". Octavio Paz va criticar que el museu convertís la sala mexica (asteca) central, dient que "l'exaltació i glorificació de Mèxic-Tenochtitlan transforma el Museu d'Antropologia en un temple".

## Història

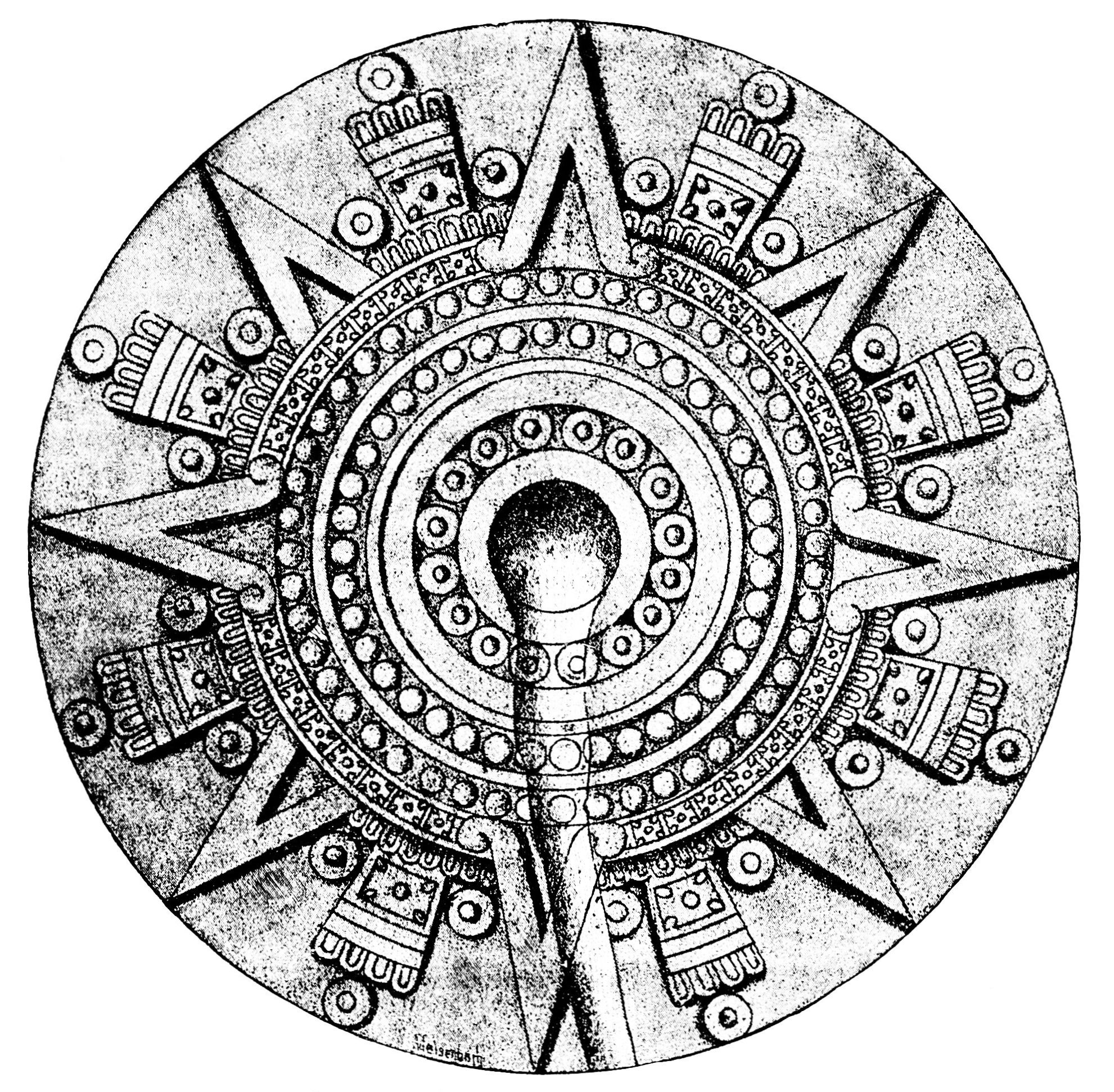
Vista superior de la Pedra de Tízoc, que es troba al Museu Nacional d'Antropologia.

El 25 d'agost de 1790 va ser inaugurat el primer Gabinet d'Història Natural de Mèxic, recollit pel botànic José Longinos Martínez i visitat el segle xix per homes il·lustrats de ciència que van apreciar el valor artístic i històric dels monuments prehispànics, registrant-se que el 1825, per decret del president Guadalupe Victoria el Museu Nacional Mexicà com una institució autònoma. Per a l'any de 1865, l'emperador Maximilià I de Mèxic va ordenar el trasllat del Museu a Moneda, 13. En 1906 el creixement de les col·leccions va fer dividir-lo, i les col·leccions d'història natural van anar a l'edifici del Chopo. El Museu va rebre llavors el nom de Museo Nacional de Arqueología, Historia y Etnografía, reobert el 9 de setembre de 1910, en presència del president Porfirio Díaz. El 13 de desembre de 1940 es dividí de nou i es traslladaren les col·leccions d'història al Castell de Chapultepec, i el Museu canvia el seu nom per l'actual: Museo Nacional de Antropología.
El 1959 una persona va robar la peça mexica coneguda com el Coyote emplomallat embolicada fent veure que portava carregant a un nadó, burlant la vigilància dels guàrdies. La peça va ser portada i venuda als Estats Units i més tard recuperada amb l'ajuda d'Interpol.
El terreny seleccionat per al museu es trobava ocupat per una àrea recreativa dels empleats de la Secretaria de Comunicacions i Transports, que tenia cinc pistes de tennis. El nou edifici fou dissenyat per Pedro Ramírez Vázquez ajudat pels arquitectes Rafael Mijares i Jorge Campuzano, reprenent el monumentalisme mexicà, en què la simetria i la consagració de l'espai cerimonial buit prenen tot el protagonisme, sense que l'edifici La construcció va començar en febrer de 1963 i fou inaugurat el 17 de setembre de 1964. El cos del projecte va ser de 160 milions de pesos, aportats pel Comité Administrador del Programa Federal de Construcción de Escuelas. El primer director de la museografia fou l'arquitecte Ricardo de Robina.
En 1985, Carlos Perches i Ramón Sardina van saltar la tanca perimetral i van entrar a la sala dels Maia i van robar un centenar d'artefactes de les col·leccions maia, asteca i oaxaca, entre ells una màscara zapoteca del déu ratpenat, articles de la tomba del rei Pakal de Palenque i l'escut de Yanhuitlán, una important peça d'orfebreria mixteca. Les peces foren recuperades el 9 de juny de 1989 després que els lladres fossin delatats per un narcotraficant a qui van intentar vendre les peces. Dels 124 objectes robats, 94 eren d'or i els altres de mosaic de turquesa, mosaic de jade, pedra verda, petxina, jade, cascavells, obsidiana i pedra. Es van recuperar 111 peces, 7 van quedar en mans d'un dels lladres que no va ser detingut, dues s'havien canviat per cocaïna i les quatre restants es desconeix on són.
Els fets van inspirar la pel·lícula mexicana Museo de 2018, dirigida per Alonso Ruizpalacios i protagonitzada per Gael García Bernal i Leonardo Ortizgris.

## Arquitectura

Quadrangle de les Monges d'Uxmal, que va inspirar l'edifici

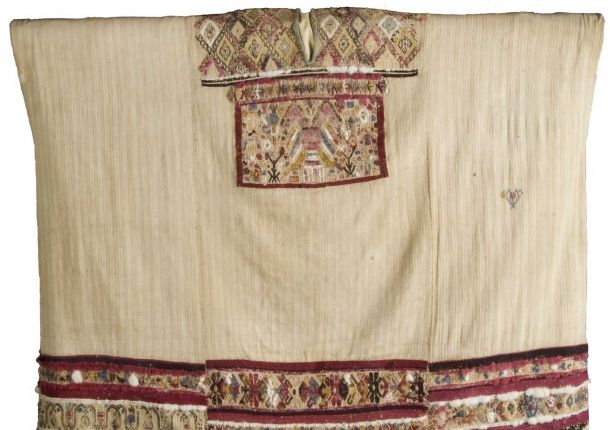
El huipil "La Malinche" està fet de cotó amb plomes, cera i fil d'or. El disseny està dominat per una imatge d'una àguila bicèfala, que mostra influència tant indígena com espanyola. Forma part de la col·lecció del Museo Nacional de Antropología.

La forma del Museu és un sol rectangle fraccionat en espais que possibiliten funcions i sensacions diverses al compartir la mateixa matèria primera: marbre, alumini i vidre. Originalment es va pensar instal·lar a l'entrada, sobre el Paseo de la Reforma i la avenida Gandhi, una gran estela maia de la zona arqueològica d'Edzná, però es va haver de desistir en ser de pedra calcària molt sensible al medi i la contaminació de Mexico, i es va optar per un monòlit de Teotihuacan. Des de l'enorme esplanada d'accés lliure, s'arriba als finestrals de vidre, on la grandiloqüència de l'espai emfatitza amb el relleu de la insígnia nacional, l'àguila i la serp, esculpida per José Chávez Morado sobre el marbre blanc de la façana, i després es troba el vestíbul que rep, orienta i distribueix als visitants. Més endavant es troba el pati que està dividit en dues zones, una coberta pel paraigua i la segona descoberta, on es troba el mirall d'aigua. Seguint el patró maia del pati delimitat per edificis, com el Quadrangle de las Monges, a Uxmal, les sales es disposaven al voltant del nucli central, de manera que és possible recórrer-les seguint un circuit continu o de manera aïllada.
En l'ala esquerra de la planta alta es troba la biblioteca, mentre que l'ala dreta, on abans es trobava l'Escola Nacional d'Antropologia i Historia (ENAH) que al créixer es va traslladar al sud de la ciutat, es reserva com a àrea acadèmica.

### El paraigua

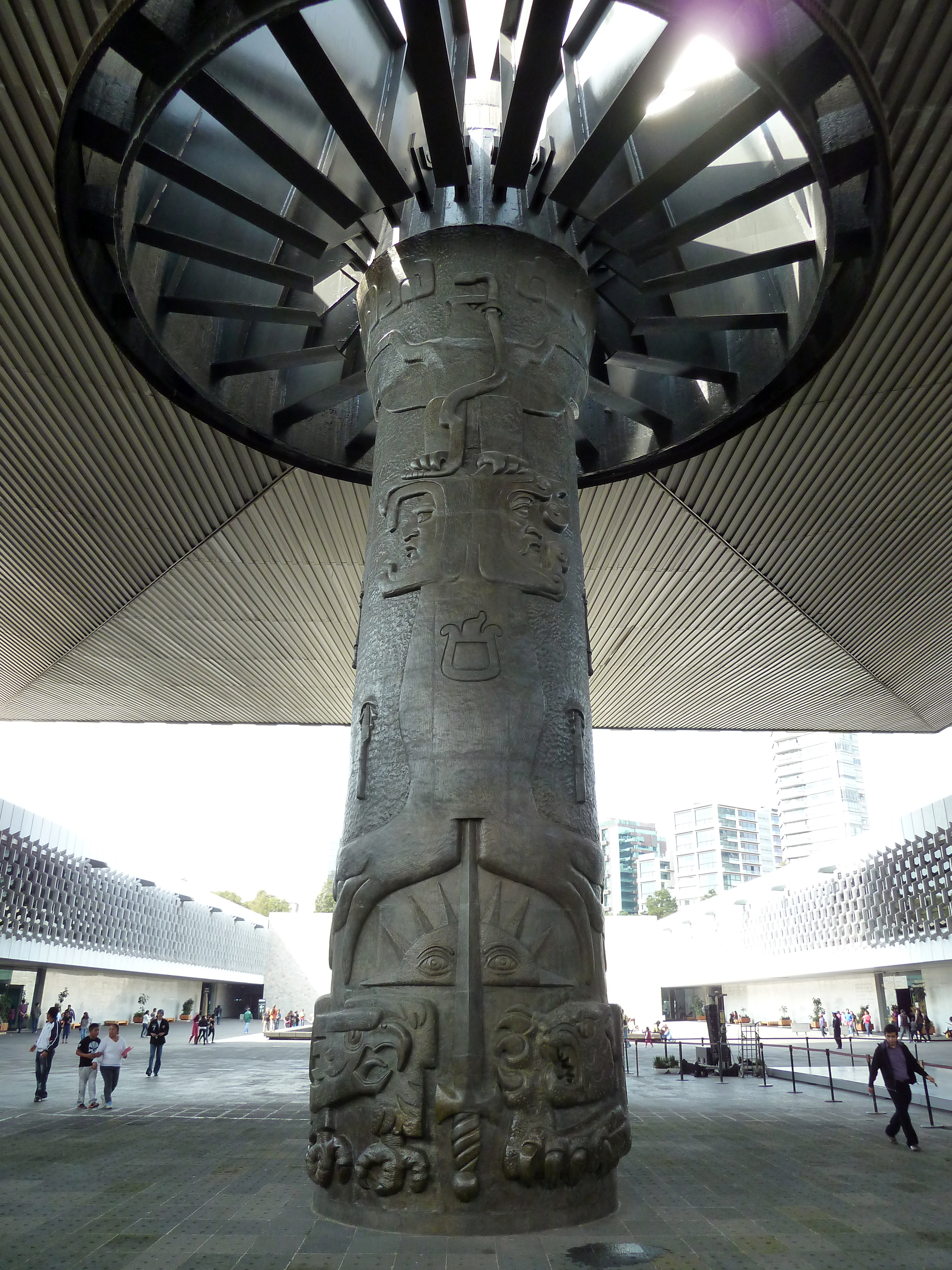
Estructura del paraigua

El paraigua, l'element arquitectònic del pati, emfatitza el respecte per l'entorn natural amb una caiguda lliure d'aigua. Es compon d'una revestida en bronze con un relleu escultòric fet pels germans Chávez Morado seguint un concepte de Jaime Torres Bodet, i està coberta per una estructura monumental superior en alumini anoditzat dissenyat per Manuel Felguérez reinterpretant una serp geometritzada, de 82,06 per 54,42 metres suportada per cables connectats als edificis del voltant.

## Exhibició
Actualment, l'edifici del museu està compost per 24 sales, 23 d'elles en exposició permanent, que corresponen a orientació, antropologia, 11 sales arqueològiques i 8 sales d'etnografia, i una sala d'exposicions temporals, a més de dos auditoris i el patrimoni de la Biblioteca Nacional d'Antropologia i Història.
Les sales d'exhibició corresponen a Introducció a l'Antropologia, Poblament d’Amèrica, Preclàssic en l'altiplà central, Teotihuacan, els Tolteca i l'epiclàssic, Asteques, cultures d'Oaxaca, Cultures de la Costa del Golf de Mèxic, Maia, Occident, Nord, Pobles Indis, Gran Nayar, Puréecherio, Otopame, Sierra de Puebla, Oaxaca: Pueblos Indis del sud, Costa del Golf: Huasteca i Totonacapan, Pobles maia de la plana i les selves, Pobles maia de les muntanyes, El Noroest: serres, deserts i valls, i els Nahuas.
La col·lecció del Museu Nacional d'Antropologia està conformada per nombroses peces arqueològiques i etnogràfiques provinents de tot Mèxic. Entre algunes de les peces més emblemàtiques de la col·lecció hi ha la Pedra del Sol, que és el cor mateix del museu, els caps colossals de la Civilització olmeca, les monumentals escultures de Teotihuacan dedicades als déus de l'aigua, la tomba de Pakal, les ofrenes funeràries de Monte Albán, les esteles de Xochicalco, així com un atlant tolteca portat des de Tula i el monòlit de Tlàloc, que custodia l'entrada al museu.

## Conservació
El Laboratori de Conservació s'encarrega de conservar i restaurar el patrimoni sota custòdia del museu. Entre els anys 2009 i 2013, el treball d'aquesta àrea va canviar d'enfocament i va passar de ser un taller a un laboratori per a atendre integralment totes les col·leccions. També es dedica a elaborar plans i projectes per a assegurar la conservació i recerca del patrimoni cultural; mitjançant la documentació de tècnica de manufactura dels objectes, estudi de d'estat de conservació i elaboració de propostes d'intervenció d'acord amb criteris vigents, es realitzen intervencions buscant facilitar la comprensió les peces. Alguns dels processos més comuns que els especialistes desenvolupen són conservació preventiva, recerca científica aplicada i històrica, registre, dictàmens i intervencions directes sobre els objectes. Els restauradors treballen en col·laboració amb les àrees de museografia i curaduría en l'actualització i renovació de sales, per a millorar les condicions d'exhibició, i amb l'arxiu històric per a consulta.
Aquesta àrea atén les col·leccions d'arqueologia, etnografia, arxiu històric, obra moderna i contemporània i elements arquitectònics artístics. De manera general la missió del laboratori és estar a l'avantguarda en recerca de materials constitutius i materials de restauració per a la millor atenció dels béns patrimonials. Per a això es procura impulsar la recerca científica, la qual també s'aconsegueix a través de col·laboracions interinstitucionals nacionals i internacionals amb la Universitat Nacional Autònoma de Mèxic (UNAM), la Coordinació Nacional de Conservació del Patrimoni Cultural (CNCPC), l'Institut Nacional de Recerques Nuclears (ININ), la Universitat Politècnica de la Vall de Mèxic (UPVM), l'Escola Nacional de Conservació, Restauració i Museografia (ENCRyM), la Universitat de Florència, Universitat Harvard, el Centre Internacional d'Estudis per a la Conservació i la Restauració (ICCROM), entre d'altres.
Alguns dels projectes de conservació-restauració més rellevants que s'han dut a terme pel Laboratori de Conservació són la restauració de la màscara funerària de Pakal, recerca de L'Ofrena 4 de La Venda, la intervenció i recerca de la tècnica de manufactura del Monòlit de Tláloc; la intervenció integral d'elements artístics del Pati Central i la restauració del huipil atribuït a la Malintzin.